# Felix Lian Khen Thang
Felix Lian Khen Thang (Gam Ngai, 25 dicembre 1959) è un vescovo cattolico birmano, dal 22 maggio 2010 vescovo di Kalay.

## Biografia
Felix Lian Khen Thang è nato a Gam Ngai il 25 dicembre 1959.

### Formazione e ministero sacerdotale
Ha frequentato il seminario minore "San Luigi" di Pyin Oo Lwin e poi ha studiato filosofia e teologia nel seminario maggiore di Yangon. Allo stesso tempo ha studiato all'Università Statale di Scienze e Lettere di Yangon presso la quale nel 1984 ha conseguito il Bachelor of Arts in psicologia.
Il 23 febbraio 1990 è stato ordinato presbitero per l'arcidiocesi di Mandalay. Dal 1990 al 1992 è stato parroco di Saizang. Il 21 novembre 1992 si è incardinato nella nuova diocesi di Hakha. Lo stesso anno è stato inviato a Roma per studiare diritto canonico alla Pontificia università urbaniana. Inizialmente ha risieduto al Pontificio Collegio Missionario Internazionale San Paolo Apostolo e nel 1994 è stato ammesso alla Pontificia accademia ecclesiastica, l'istituto che forma i diplomatici della Santa Sede. Nel 1997 ha concluso gli studi ed è stato ammesso nel servizio diplomatico della Santa Sede. In seguito è stato addetto della nunziatura apostolica in Madagascar dal 1997 al 1998, segretario della nunziatura apostolica in Bangladesh dal 1998 al 2001 e segretario della nunziatura apostolica in Marocco dal 2001 al 2004. Nel 2004 è tornato in diocesi per assumere gli incarichi di segretario del vescovo e cancelliere vescovile.

### Ministero episcopale
Il 3 marzo 2006 papa Benedetto XVI lo ha nominato vescovo di vescovo ausiliare di Hakha e titolare di Fessei. Ha ricevuto l'ordinazione episcopale il 6 maggio successivo dall'arcivescovo Salvatore Pennacchio, nunzio apostolico in Thailandia, Singapore e Cambogia e delegato apostolico in Myanmar, Laos, Malaysia e Brunei, co-consacranti l'arcivescovo metropolita di Mandalay Paul Zingtung Grawng e il vescovo di Hakha Nicholas Mang Thang.
Nel maggio del 2008 ha compiuto la visita ad limina.
Il 22 maggio 2010 lo stesso papa Benedetto XVI lo ha nominato primo vescovo della nuova diocesi di Kalay. Ha preso possesso della diocesi il 29 giugno successivo.
Dal luglio del 2014 al 2020 è stato presidente della Conferenza dei vescovi cattolici del Myanmar.

## Genealogia episcopale
La genealogia episcopale è:
- Cardinale Scipione Rebiba
- Cardinale Giulio Antonio Santori
- Cardinale Girolamo Bernerio, O.P.
- Arcivescovo Galeazzo Sanvitale
- Cardinale Ludovico Ludovisi
- Cardinale Luigi Caetani
- Cardinale Ulderico Carpegna
- Cardinale Paluzzo Paluzzi Altieri degli Albertoni
- Papa Benedetto XIII
- Papa Benedetto XIV
- Papa Clemente XIII
- Cardinale Enrico Benedetto Stuart
- Papa Leone XII
- Cardinale Chiarissimo Falconieri Mellini
- Cardinale Camillo Di Pietro
- Cardinale Mieczysław Halka Ledóchowski
- Cardinale Jan Maurycy Paweł Puzyna de Kosielsko
- Arcivescovo Józef Bilczewski
- Arcivescovo Bolesław Twardowski
- Arcivescovo Eugeniusz Baziak
- Papa Giovanni Paolo II
- Arcivescovo Salvatore Pennacchio
- Vescovo Felix Lian Khen Thang